# Barcelona Ladies Open 1990
Il Barcelona Ladies Open 1990 è stato un torneo di tennis giocato sulla terra rossa.
È stata la 10ª edizione del torneo, che fa parte della categoria Tier IV nell'ambito del WTA Tour 1990.
Si è giocato al Real Club de Tenis Barcelona di Barcellona in Spagna, dal 23 al 29 aprile 1990.

## Campioni

### Singolare
Arantxa Sánchez Vicario ha battuto in finale  Isabel Cueto con il punteggio di 6–4, 6–2

### Doppio
Mercedes Paz /  Arantxa Sánchez Vicario hanno battuto in finale  Sabrina Goleš /  Patricia Tarabini con il punteggio di 6(7)–7, 6–2, 6–1